# Włodzimierz Józef Dobrowolski

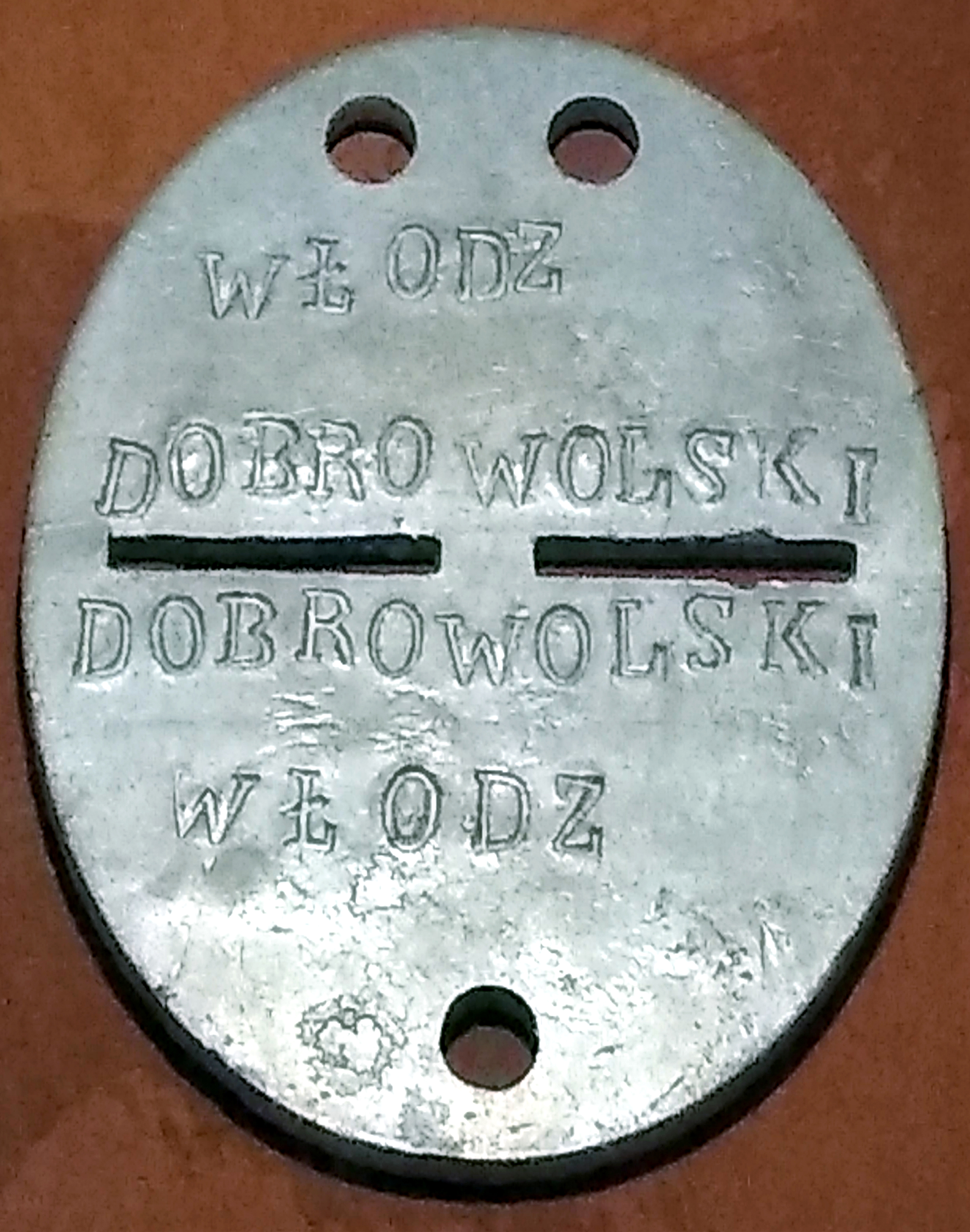
Nieśmiertelnik ppłka Dobrowolskiego, zbiory Muzeum Katyńskiego w Warszawie.

Włodzimierz Józef Dobrowolski (ur. 3 marca?/15 marca 1889 w Humaniu, zm. wiosną 1940 w Katyniu) – podpułkownik lekarz Wojska Polskiego, internista, ofiara zbrodni katyńskiej.

## Życiorys
Urodził się 15 marca 1889 w Humaniu, ówczesnym mieście powiatowym guberni kijowskiej. Syn Zygmunta i Julianny. W 1914 ukończył studia na Wydziale Lekarskim Uniwersytetu Kijowskiego. Służył w Armii Imperium Rosyjskiego. Podczas wojny domowej w Rosji służył w szeregach 2 białogwardyjskiej dywizji ukraińskiej.
W 1920 wstąpił do Wojska Polskiego. Pracował w szpitalu okręgowym w Łodzi i Białymstoku, a następnie jako starszy ordynator w szpitalu wojskowym w Lublinie i Zambrowie. 12 kwietnia 1927 został mianowany majorem ze starszeństwem z 1 stycznia 1927 i 10. lokatą w korpusie oficerów sanitarnych, grupa lekarzy. W 1928 był przydzielony do kadry oficerów służby zdrowia oraz do 11 Pułku Ułanów Legionowych w Ciechanowie. Z dniem 5 maja 1932 został przydzielony do Szpitala Wojskowego Sezonowego w Inowrocławiu na stanowisko komendanta. W grudniu 1932 został przesunięty w Centrum Wyszkolenia Sanitarnego ze stanowiska starszego ordynatora na stanowisko kwatermistrza. 12 marca 1933 został mianowany podpułkownikiem ze starszeństwem z 1 stycznia 1933 i 8. lokatą w korpusie oficerów sanitarnych, grupa lekarzy. W marcu 1939 pełnił służbę w Centrum Wyszkolenia Sanitarnego na stanowisku pomocnika komendanta do spraw gospodarczych.
Pracował jako specjalista internista w Warszawie.
Wobec zagrożenia wybuchem konfliktu zbrojnego w 1939 został zmobilizowany w Przemyślu. Po wybuchu II wojny światowej 1939, kampanii wrześniowej i agresji ZSRR na Polskę z 17 września 1939 został aresztowany przez sowietów. Był przetrzymywany w obozie w Kozielsku. Wiosną 1940 został przetransportowany do Katynia, gdzie został rozstrzelany przez funkcjonariuszy Obwodowego Zarządu NKWD w Smoleńsku oraz pracowników NKWD przybyłych z Moskwy na mocy decyzji Biura Politycznego KC WKP(b) z 5 marca 1940 i tam pogrzebany. W 1943 jego ciało zostało zidentyfikowane podczas ekshumacji prowadzonych przez Niemców pod numerem 272. Ponadto przy zwłokach Włodzimierza Dobrowolskiego zostały odnalezione: wojskowy znak tożsamości i słuchawka. 28 lipca 2000 nastąpiło oficjalne otwarcie – w tym miejscu – Polskiego Cmentarza Wojennego w Katyniu.
5 października 2007 minister obrony narodowej Aleksander Szczygło – decyzją nr 439/MON – mianował go pośmiertnie na stopień pułkownika. Awans został ogłoszony 9 listopada 2007 w Warszawie, w trakcie uroczystości „Katyń Pamiętamy – Uczcijmy Pamięć Bohaterów”.
Był żonaty z Ireną Skoryną.

## Upamiętnienie
W ramach akcji „Katyń... pamiętamy” / „Katyń... Ocalić od zapomnienia”, został zasadzony Dąb Pamięci honorujący Włodzimierza Dobrowolskiego w Białymstoku.

## Odznaczenia
- Złoty Krzyż Zasługi – 10 listopada 1938 „za zasługi w służbie wojskowej”[17][18]
- Krzyż Niepodległości – 6 czerwca 1931 „za pracę w dziele odzyskania niepodległości”[19][20]